# خوزه آنخل سزار
خوزه آنخل سزار (اسپانیایی: José Ángel César‎؛ زادهٔ ۳ ژانویهٔ ۱۹۷۸) دونده اهل کوبا بود.
وی در مسابقات کشوری و بین‌المللی در مجموع برندهٔ ۱ مدال برنز شده‌است.